# 邹鎏
邹鎏（17世紀—17世紀），字石可，號如礪，廣東潮州府海阳县籍，福建莆田人，明朝、南明政治人物，進士出身。

## 生平
鄒鎏是户部侍郎邹守愚的曾孫，嘉靖四十年舉人、戶部主事鄒迪之孫，年幼失去父親，有孝順母親名聲，天啟四年（1627年）中舉人，崇禎四年（1631年）成進士，礼部观政，五年獲授戶部山东司主事，六年管理河西钞关稅務，並兼管漕運，清除宿弊，八年升任員外郎，專理新餉，升四川司郎中，外任襄陽知府，就任前請假探望母親，長跪受教後才前往履新。
張獻忠佔據穀城，襄陽幾乎失陷，鄒鎏就訓練士兵、籌集糧餉，出奇制勝，四月後城池保全，御史林銘球上疏推薦他署任鄖襄道監軍副使；適逢士兵兵變，他開諭和平解決此事，不久張獻忠詐降，上級打算用公帑犒軍，他指出張獻忠難以預料，不可相信，而且沒有功勞，不能擅動庫藏，因而違逆熊文燦，不久以母親年老請求回鄉。
永曆帝即位，擢任鄒鎏為太僕少卿。永曆七年（1653年）和郝尚久在潮州反正，拿出家產助餉；郭之奇上疏推薦他和洪夢棟適宜陞用，不久李定國攻打新會敗歸，他就不再出仕，有《可園詩文集》流傳。

## 引用
1. 1 2  錢海岳《南明史·卷五十八·列傳第三十四》：鄒鎏，字如礪，海陽人。崇禎四年進士。授戶部主事，榷河西務，釐剔一清。累遷員外，專理新餉四川司郎中。出為襄陽知府。張獻忠據穀城，練兵籌餉，出奇制勝，固守四月，城獲全。署鄖襄監軍副使，禁旅變，諭解之。獻忠詐降，議發帑犒師。鎏力言不可信，且無尺寸功，不宜擅動庫藏，執不可。忤熊文燦，以母老歸。昭宗即位，擢太僕少卿。永曆七年，與郝尚久以潮州反正，傾家助餉。郭之奇疏薦鎏、洪夢棟宜陞用。會李定國攻新會敗歸，乃不出。
2. ↑  光緒《海陽縣志·卷十四·選舉表三》：天啟朝……鄒鎏 詳進士……已上四年甲子科（舉人）……崇禎朝……鄒鎏 戶部主事，襄陽府知府，累官太僕寺【少】卿，有傳。　四年辛未科（進士） 謹案鎏仕至知府，後厯官在明桂王朝，與辜朝薦同詳本傳
3. ↑  《崇祯四年辛未科进士三代履历》：邹鎏，石可，诗三房，庚子十月初三日生。海阳籍莆田人，甲子五十一，會一百五十六，二甲三十八名。礼部政，壬申授户部山东司主事，癸酉管河西钞关，乙亥升员外，管新饷艮库，升四川司郎中，升襄阳知府。曾祖守愚，侍郎赠右都御史、謚襄惠。祖迪，举人、主事。父〇〇，贡生。
4. ↑  光緒《海陽縣志·卷三十八·列傳七》：鄒鎏，字石可，迪之孫，少孤，事母以孝聞，崇禎辛未進士，授戶部主事榷河西務，兼管漕運，釐剔夙弊；轉員外郎專理新饟，出知襄陽府，歸假省母，長跪受教而後履任。張獻忠據穀城，襄陽幾陷，鎏練兵籌饟出奇制勝，閱四月而城得全，御史林銘球薦署鄖襄監軍副使；適禁旅兵變，鎏諭辭解之，張獻忠詐降，當事議籍帑犒軍，鎏謂獻忠叵測且無尺寸功，縻庫藏不可。以母老乞歸，著有《可園詩文集》。 同上
5. ↑  光緒《潮州府志·卷二十八·人物》：鄒鎏，字石可，海陽人，事母以孝聞，崇正辛未進士，授戶部主事榷河西務，兼管漕運，釐剔夙弊一清；轉本部員外郎專理新餉，升四川司郎中，出知襄陽府，請假歸省母，長跪受教而後履任。張獻忠據容城，襄陽幾陷，鎏練兵籌餉出奇制勝，閱四月而城得全，御史林銘球疊薦署鄖襄監軍副使；適禁旅兵變，鎏諭解之，張獻忠詐降，當事議籍帑犒軍，鎏謂獻忠叵測不可信，且無尺寸功，擅動庫藏執不可。以母老乞歸，有《可園詩文集》。